# Санкт-Катарайн-ан-дер-Ламинг
Санкт-Катарайн-ан-дер-Ламинг (нем. Sankt Katharein an der Laming) — коммуна (нем. Gemeinde) в Австрии, в федеральной земле Штирия. 
Входит в состав округа Брук-на-Муре.  Население составляет 1110 человек (на 31 декабря 2005 года). Занимает площадь 43,88 км². Официальный код  —  6 02 15.

## Политическая ситуация
Бургомистр коммуны — Хуберт Циннер (АНП) по результатам выборов 2005 года.
Совет представителей коммуны (нем. Gemeinderat) состоит из 15 мест.
- АНП занимает 9 мест.
- СДПА занимает 6 мест.